# Macbeth de Escocia
Macbeth (en gaélico escocés antiguo: Mac Bethad mac Findlaích, en gaélico moderno: MacBheatha mac Fhionnlaigh; ¿?-15 de agosto de 1057) fue rey de Alba (Escocia) desde 1040 hasta su muerte en combate. Estaba casado con su prima Gruoch, dama de cámara de Escocia y nieta de Kenneth II. En tal condición, podía reivindicar el trono de Escocia a la muerte de Malcolm II, pero este último modificó las reglas de sucesión al trono en beneficio de su propio nieto Duncan I. Macbeth es el protagonista de la obra homónima de Shakespeare, probablemente escrita entre 1599 y 1606.
Hacia 1031 Macbeth sucedió a su padre, Findlaech, como mormaer de Moray. Mató a Duncan I en Bothnagowan, ahora Pitgaveny, cerca de Elgin, el 15 de agosto de 1040, y no en su lecho como describe Shakespeare. La muerte de Duncan produjo dos efectos importantes:
- Por un lado, Macbeth restableció el orden sucesorio picto, caracterizado fundamentalmente por el matrilinaje, instaurado por el fundador de la dinastía real escocesa, Kenneth I Mac Alpin y modificado por el abuelo de Duncan I, Malcolm II, en lugar del sistema sucesorio gaélico conocido como tanistry.
- Por otro lado, Macbeth restableció el orden interno en Escocia, perdido durante el reinado desordenado de Duncan. Macbeth expió su asesinato con un peregrinaje a Roma.

Residió en el castillo de Dunsinane, y reinó de 1040 a 1057.
En 1046, Siward, conde de Northumbria, fracasó en su tentativa de derrocar a Macbeth en favor de Malcolm Canmore, el futuro rey Malcolm III de Escocia, y pariente de Duncan I.
Macbeth murió como resultado de las heridas recibidas en combate en Lumphanan (Highlands) por Malcolm Canmore, quien, tras matar también al sucesor de Macbeth, su hijastro Lulach I de Escocia (hijo de Gruoch), sería el rey Malcolm III. Macbeth fue enterrado en la isla de Iona como todos los reyes legítimos.
| Predecesor: Duncan I de Escocia | Rey de Escocia 1040-1057 | Sucesor: Lulach I |